# Im ersten Kreis
Im ersten Kreis (russisch В круге первом W kruge perwom), auch Der erste Kreis oder, in der ersten deutschen Übersetzung, Der erste Kreis der Hölle genannt, ist ein Roman von Alexander Issajewitsch Solschenizyn. Das 1968 veröffentlichte Buch beschreibt das Leben in einer sogenannten „Scharaschka“, einem Arbeitslager für Wissenschaftler und Ingenieure. Es basiert auf Solschenizyns eigenen Erfahrungen im Spezialgefängnis Nr. 16 des MGB in Marfino bei Moskau.
Der Titel ist eine Anspielung auf den ersten Kreis der Hölle in Dantes Inferno aus Die Göttliche Komödie. Dante schätzte die griechischen Philosophen sehr, konnte sie jedoch als gläubiger Christ in seinem Werk nicht im Himmel auftreten lassen. So leben sie in einem ummauerten, grünen Garten, wesentlich besser als die übrigen Insassen der Hölle, jedoch bleibt ihnen der Zutritt zum Paradies verwehrt.

„Die Scharaschka ist lediglich der höchste, beste, der erste Kreis der Hölle. Sie ist – beinahe das Paradies.“

Ähnlich geht es den Insassen der Scharaschka: Sie leben angenehmer als die übrigen GULAG-Häftlinge; ohne harte Arbeit, bekommen genug zu essen und müssen nicht frieren, dafür aber ihre Arbeitskraft einem ihnen feindlichen System zur Verfügung stellen.

## Entstehungsgeschichte
Die vollständige Version des Buches enthält 96 Kapitel. Da Solschenizyn nicht hoffen konnte, das Buch in dieser Form in der UdSSR zu veröffentlichen, entstand eine gekürzte Version, um deren Veröffentlichung er sich 1965 bemühte, was aber abgelehnt wurde. Diese Version war es auch, die 1968 das erste Mal im Tamisdat veröffentlicht wurde. Die komplette Version, die Solschenizyn nachträglich wieder zusammentrug, wurde von YMCA Press 1978 das erste Mal auf Russisch, später auch in Übersetzungen veröffentlicht.

## Handlung (Version von 1968)

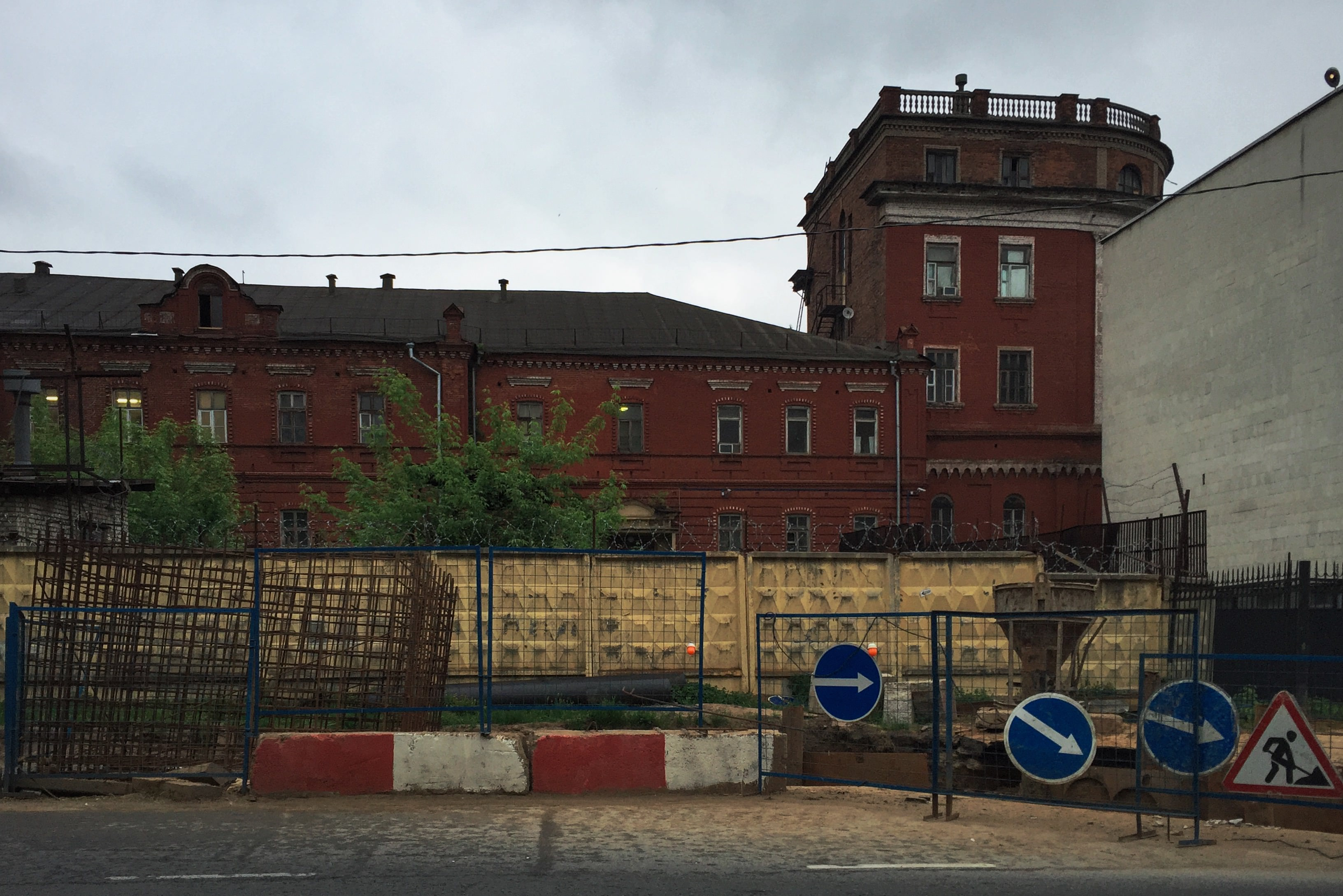
Ehemaliges Gebäude des Labors in Marfino (heute Museum der Kryptographie)

Die ungekürzte Version von Im ersten Kreis (1968) spielt in einer Scharaschka, einer speziellen sowjetischen Forschungseinrichtung für politische Gefangene. Hier arbeiten Ingenieure, Wissenschaftler und Techniker unter der Aufsicht des NKWD an Projekten, die dem sowjetischen Staat dienen sollen. Die Insassen genießen im Vergleich zu den Gulag-Lagern relativ privilegierte Bedingungen, müssen keine Zwangsarbeit unter extremen Bedingungen verrichten, sondern wissenschaftliche Tätigkeiten in einem geschützten Umfeld. Dennoch sind sie Gefangene, abgeschnitten von ihren Familien.
Die Handlung des Romans spielt von Sonnabend, dem 24. Dezember 1949, bis Dienstag, den 27. Dezember 1949 und beginnt mit einem Telefonat des sowjetischen Diplomaten Innokentij Wolodin. Wolodin, ein hochrangiger Funktionär des Regimes, erfährt, dass ein Bekannter von ihm, der Medizinprofessor Dr. Dobroumow, wegen der angeblichen Weitergabe eines medizinischen Geheimnisses an den Westen verhaftet werden soll. Obwohl Wolodin weiß, dass jede Abweichung vom offiziellen Kurs gefährlich ist, entscheidet er sich am Abend des 24. Dezember Dr. Dobroumow aus einer Telefonzelle anzurufen. Wolodin will Dobroumow warnen, da die Staatsmacht vermutet, Dobroumow wolle ein Geheimnis an französische Kollegen verraten. Er erreicht jedoch nur eine unbekannte weibliche Person und kann seine Warnung nicht in geeigneter Weise aussprechen. Die Verbindung wird noch während des Gesprächs unterbrochen.
Das Telefonat wird vom sowjetischen Überwachungsdienst abgehört und führt zu einer Ermittlungsaktion. Um die Identität des Anrufers zu bestimmen, werden Insassen der Scharaschka Marfino beauftragt, eine innovative Sprachidentifikationstechnologie zu entwickeln, die die Überwachung und Unterdrückung des Staates noch effizienter machen könnte. Am gleichen Abend feiern einige deutsche Kriegsgefangene dieser Scharaschka bei Moskau – auch Labor Nummer 7 genannt – Weihnachten. Bei ihnen ist der sowjetische Jude Lew Rubin. Rubin hatte während des Kriegs sowjetische Propaganda in Deutschland betrieben und wurde nachher eingesperrt, weil er gegen die Behandlung der besiegten Deutschen protestierte.
Der Mathematiker Gleb Nerschin, ein Freund Rubins, wird zum Chefingenieur Jakonow bestellt. Dieser bietet ihm an, in einer neuen Arbeitsgruppe zur Kryptographie mitzuarbeiten. Nerschin weigert sich, obwohl er weiß, dass seine Entscheidung bedeutet, dass er in ein reguläres Gulag-Lager zurückgeschickt werden würde, wo die Haftbedingungen deutlich härter und unmenschlicher waren. Serafima, eine freie – nicht inhaftierte – Mitarbeiterin der Scharaschka, und Nershin kommen sich näher. Es wird behauptet, dass jede der über 20 freien Mitarbeiterinnen strengstens verbotenen – teilweise intimen – Kontakt mit einem Häftling aufgenommen hat.
Am selben Abend bestellt der Minister für Staatssicherheit Abakumow den Leiter der Scharaschka, Jakonow, und dessen Vorgesetzte zu sich. Er glaubt deren Beteuerungen nicht, dass ein Apparat für „Geheimtelephonie“, an dem in Marfino gearbeitet wird, bald fertig sei. Abakumow bestellt die Häftlinge Prjantschikow und Bobynin zu sich, die seinen Verdacht bestätigen. Ängstlich bricht Abakumow auf, um Stalin Bericht zu erstatten. Stalin vergisst jedoch, Abakumow auf das Thema anzusprechen. Vor der Einführung von Stalin als Romanfigur widmet Solschenizyn einige Kapitel einer zynischen Kurzbiographie, die aus Stalins Sicht erzählt wird.
Am nächsten Tag, Nerschins Geburtstag, erhält seine Frau Nadja mehr zufällig die Erlaubnis, ihren Mann zu besuchen. Bei dieser Gelegenheit nimmt er Abschied von ihr. Nachdem Nadja viele Jahre zu ihrem Mann gehalten hatte, denkt sie nun angesichts der Repressionen, die sie als Angehörige eines politischen Häftlings ausgesetzt ist, erstmals ernsthaft an Scheidung.
Rubin erhält ebenfalls die Möglichkeit, eine neue Forschungsgruppe zu gründen: Es geht um die Identifikation von Stimmen am Telefon. Die Leitung übernimmt Jakonows Stellvertreter Roitmann. Der erste Auftrag soll den Anrufer bei Professor Dobroumow identifizieren. Die freie Mitarbeiterin Klara, Tochter des Staatsanwalts Makarygin und Schwägerin des Diplomaten Wolodin, küsst bei der „freiwilligen“ Sonntagsarbeit im Labor den Gefangenen Rusjka.
Am Abend feiert Nerschin mit einigen Freunden seinen Geburtstag. Es kommt zur Diskussion zwischen Rubin und Sologdin, die zu einem Streit ausartet. Die Folgen sind gravierend. Sologdin, der heimlich an einer Kryptographie-Maschine gearbeitet hat, beschließt, seine Pläne zu verbrennen. Rubin will sich mit vollem Eifer der Stimmidentifikation widmen.
Am Montag bestellt Jakonow Sologdin zu sich: Er hat zufällig von dessen Arbeit an der Kryptographie-Maschine erfahren. Sologdin muss sich verpflichten, weiter an der Maschine zu arbeiten, um nicht „verschickt“ zu werden.
Zur Mittagszeit warten die Häftlinge vor dem Büro des Sicherheitsoffiziers auf ihre Post. Diesen Anlass nutzt die Gefängnisleitung, um die Spitzel unter den Häftlingen zu bezahlen. Ein Doppelagent unter den Spitzeln, der Häftling Rusjka, will die anderen Spitzel verraten. Ein anderer Spitzel, Siromacha, informiert jedoch den Sicherheitsoffizier. Die Häftlinge können jedoch dank Rusjkas Hilfe ein Dutzend Spitzel enttarnen.
Rubin hat den ganzen Tag an der Stimmidentifikation gearbeitet und konnte die Liste von fünf Verdächtigen auf zwei einschränken. Noch am selben Abend werden Wolodin und einer seiner Kollegen verhaftet.
Am Dienstagmorgen schließlich werden zwanzig Häftlinge für den nächsten Transport zurück in ein Arbeitslager zusammengerufen. Unter ihnen sind Nerschin und Rusjka. Die Handlung endet offen: Nerschin entscheidet sich bewusst, die Scharaschka zu verlassen, und die Konsequenzen seiner Weigerung, dem Regime zu dienen, zu tragen. Wolodins weiteres Schicksal bleibt ungewiss.

## Personen
Leitendes Personal des Staatsapparats
Wiktor Semjonowitsch AbakumowGeneraloberst, Minister für Staatssicherheit unter Stalin; ein Jahr nach Stalins Tod erschossen (historische Persönlichkeit)
Michail Dmitrijewitsch RjuminOberst, stellvertretender Minister für Staatssicherheit unter Abakumow (historische Persönlichkeit). Solschenizyn schreibt in Der Archipel Gulag, dass Rjumin „mit Freuden“ das Foltern von Untersuchungshäftlingen übernahm.
Pjotr Afanassjewitsch MakaryginStaatsanwalt, Vater von Dinära, Dotnara und Klara.
Dinära Petrowna GalachovaTochter des Staatsanwalts Makarygin (Di-n-ära soll heißen „Tochter der neuen Ära“, Akronym von russisch dotsch nowoi ery), Frau von Galachov
Nikolai (Kolja) Arkadjewitsch GalachovErfolgreicher Schriftsteller, ehemaliger Offizier.
Innokentij Artemjewitsch WolodinEin hoher sowjetischer Funktionär, Berater des Außenministeriums, der eine zentrale Rolle in einem Nebenstrang des Romans spielt. Wolodin warnt telefonisch einen Freund vor einer bevorstehenden Verhaftung. Dieser Verrat am System löst eine Kette von Ereignissen aus, die den Überwachungsapparat in Bewegung setzt und zu seiner Verhaftung führt. Über sein weiteres Schicksal wird dem Leser nichts bekannt.
AwenirWolodins Onkel in Twjer, verheiratet mit Raissa Timofejewna. Nach einem Besuch gibt Wolodina seinem Leben eine Wende und warnt den Verdächtigen.
Dotnara (Dotti) Petrowna WolodinaInnokentijs Frau, zweite Tochter des Staatsanwalts Makarygins (Dot-nar-a als Abkürzung für „Tochter des Volks“, russisch dotsch naroda)
Nicht inhaftiertes Personal von Marfino
Oberstleutnant KlimentjewDirektor des Sondergefängnisses Marfino.
Major SchikinSicherheitsoffizier des Instituts. Hält sich für gerecht, wird aber von den Häftlingen gehasst.
Major MyschinSicherheitsoffizier des Gefängnisses. Das Duo der beiden Sicherheitsoffiziere wird von den Häftlingen Schischkin-Myschkin genannt.
Unterleutnant NadelaschinÜbereifriger Aufseher, der als milde gilt, da er seinem Beruf wenig Begeisterung entgegenbringt; wäre eigentlich lieber Schneider geworden.
Oberleutnant SchustermannEin anderer Aufseher, der mit Vorliebe Rubin schikaniert.
Oberst Anton Nikolajewitsch JakonowSelbst ein ehemaliger Häftling, ist er jetzt Marfinos Chefingenieur. Seine Rivalität mit seinem Stellvertreter Roitmann ist mit ein Grund für schlechte Arbeitsergebnisse in Marfino. Hat große Angst davor zu scheitern, weil er damit rechnen muss, selbst erneut verurteilt zu werden.
Major Adam Wenjaminowitsch RoitmannJakonows Stellvertreter und dessen ärgster Rivale. Ihm untersteht das Akustiklabor und später auch die neue Forschungsgruppe des Häftlings Rubin. Für ihn zeichnet sich eher ein Erfolg ab als für Jakonow.
Klara Petrowna MakaryginaJüngste Tochter von Staatsanwalt Makarygin. Arbeitet im Vakuumlabor und hat sich in den Gefangenen Rusjka verliebt.
Larissa Nikolajewna JeminaFreie Angestellte im Konstruktionsbüro. Eine mögliche Affäre mit Häftling Sologdin wird angedeutet.
Leutnant Serafima Witaljewna (Sima, Simotschka)Arbeiterin im Vakuumlabor. Hat sich in Häftling Nerschin verliebt, der dies zu erwidern schien, sich jedoch nach einem Besuch seiner Frau weigert, mit Simotschka ein Verhältnis einzugehen.
Gefangene (und deren Angehörige)
Gleb Wikentjewitsch NerschinMathematiker, ehemaliger Frontsoldat und ein Alter Ego des Autors. Hadert mit seinem Gewissen und verweigert die Zusammenarbeit mit der Staatsmacht, was seine Rückkehr in die härteren Gulags bedeutet.
Nadeschda (Nadja) Illinitschna NerschinaSeine Frau, Chemie-Doktorandin in Moskau. denkt über Scheidung nach, weil es ihr schwerfällt, ihre Ehe mit einem Häftling zu verheimlichen, um Schikanen zu vermeiden. Bricht schließlich unter der Last zusammen und vertraut einem Bekannten, Schtschagow, ihr Geheimnis an.
Andrej Andrejewitsch PotapowIngenieur im Labor Nummer sieben, eingesperrt, weil er angeblich die Pläne eines Kraftwerkes (das zu diesem Zeitpunkt längst zerstört war) an die Deutschen verkauft haben soll. Gilt als Roboter, der nur für die Arbeit lebt. Guter Freund Nerschins, mit dem er in der Untersuchungshaft eine Pritsche teilte.
Lew Grigorjewitsch RubinÜberzeugter Kommunist und noch überzeugterer Komödiant. Ehemaliger Offizier. Eingesperrt wegen seines Protests gegen die Behandlung der Deutschen nach dem Krieg. Seine erste Aufgabe in einer neuen Forschungsgruppe ist die Identifizierung des Anrufers bei der amerikanischen Botschaft. Basiert auf Solschenizyns Freund und Mitgefangenen Lew Kopelew. Rubin verkörpert die idealistische Treue zu den Prinzipien des Marxismus-Leninismus, obwohl er selbst Opfer des sowjetischen Systems geworden ist. Dies reflektiert Kopelews eigenen Konflikt, da er lange an den Idealen des Kommunismus festhielt, auch nachdem er die Realität der Unterdrückung am eigenen Leib erfahren hatte.
Dmitrij Alexandrowitsch SologdinKonstrukteur, der bereits seine zweite Strafe absitzt. Er spielt die Rolle eines tiefgläubigen und unbeugsamen Intellektuellen, der sich sowohl geistig als auch moralisch gegen die Unterdrückung durch das sowjetische Regime stemmt und gilt als guter Freund Rubins, weil sie sich in der Untersuchungshaft eine Pritsche teilten, die beiden zerstreiten sich aber über politische Ansichten. Er arbeitet heimlich an einem Kryptographen; doch als Jakonow davon erfährt, muss er die Maschine fertig entwickeln. Sologdin basiert auf Solschenizyns Freund Dmitrij Michailowitsch Panin, der später das Buch The Notebooks of Sologdin schrieb.
Grigorij Borissowitsch AbramsonIngenieur, das zweite Mal im Gefängnis, arbeitet im Vakuumlabor. Nebenfigur, die als Vertreter einer opportunistischen Haltung im repressiven sowjetischen System dient. Er trägt zur thematischen Tiefe des Romans bei, indem er eine andere Möglichkeit des Überlebens und Verhaltens innerhalb der Scharaschka zeigt.
Ilja Terentewitsch Chorobrowwird als zynischer und systemkritischer Funktionär dargestellt, der zwar Teil des sowjetischen Machtapparats ist, jedoch innerlich eine ambivalente Haltung gegenüber dem Regime einnimmt. Eine Szene zeigt, dass Chorobrow zwar äußerlich konform erscheint, aber innerlich mit dem System bricht: er kreuzt bei einer Abstimmung auf seinem Wahlzettel nicht nur den Namen des Kandidaten an, sondern schreibt auch Schimpfworte neben diesen. Er wird am Ende verschickt, einmal wegen seiner Unwilligkeit zu arbeiten ebenso wie aufgrund seiner ständigen Systemkritik.
Alexander Jewdokimytsch BobyninChef des Labors Nummer Sieben, wird beschrieben als sehr starke Persönlichkeit, vor dem sogar seine Vorgesetzten Respekt haben. Selbst die Standpauke, die er Minister Abakumow hält, bleibt für ihn folgenlos (auch, weil man ihm, wie er selbst sagt, mit nichts mehr drohen kann, da er nichts mehr zu verlieren hat).
Konstantin DwojetjossowChef des Vakuumlabors; ihm verdankt der Gefangene Rusjka, dass er dauerhaft nach Marfino kam.
Walentin (Walentulja) Martinytsch PrjantschikowChef des Akustiklabors. Wird von den anderen nicht ernst genommen, da er sich meist sehr kindisch verhält.
Isaak KaganChef des Akkulabors. Verurteilt wegen Verletzung der Anzeigepflicht von Straftaten, wird er dennoch in Marfino zum Spitzel.
Rostislav (Rusjka) Wadimytsch DoroninNur durch ein Versehen in die Scharaschka gekommen, ist seine Beschäftigung im Vakuumlabor sehr unsicher. Er willigt ein für die Sicherheitsoffiziere („Schischkin-Myschkin“) zu spionieren, nutzt aber stattdessen sein Wissen, den anderen Häftlingen zu helfen, die übrigen Spitzel zu entlarven. Entdeckt, deutet sich an, dass man ihn ein zweites Mal verurteilen wird.
Artur SiromachaDer „Premier der Spitzel“, hat sein Lebtag nichts anderes getan. Er ist es, der Rusjkas Plan durchschaut und diesen bei Schikin anzeigt.
Viktor LjubimitschewObwohl man ihn für einen herzensguten Jungen hält, wird er als Spitzel entlarvt.
Ivan Feofanowitsch DyrsinWird von Schikin verhört aufgrund der Briefe seiner Frau, die voller Klagen sind.
Illarion Pawlowitsch GerassimowitschOptiker, erhält das Angebot in einer anderen Scharaschka an der Entwicklung diverser Überwachungskameras mitzuarbeiten, lehnt ab und wird verschickt.
Natalja Pawlowna GerassimowitschSeine Frau; fleht ihn bei einem Besuch an, alles zu tun, um frühzeitig entlassen zu werden.
Jakov Ivanowitsch MamurinEhemaliger Militär, bei Stalin in Ungnade gefallen. Arbeitet jetzt mit Eifer im Labor Nummer sieben und hat eine Sonderstellung in Marfino. Die Einzelzelle dort hat ihm den Spitznamen „Eiserne Maske“ eingebracht.
Wladimir Erastowitsch TschelnowMathematikprofessor. Seit 18 Jahren im Gefängnis, reist er von Scharaschka zu Scharaschka, um dort mathematische Probleme zu lösen.
Spiridon Daniljewitsch JegorowFast blinder Hofwart in Marfino. Nerschin hat lange seine Freundschaft gesucht, jedoch hat Spiridon ihm erst spät vertrauen können. Hat lange in Deutschland gelebt und ist auf Wunsch seiner Kinder heimgekehrt, mit desaströsem Ergebnis für die ganze Familie.
Juri Borissowitsch Rumersowjetischer theoretischer Physiker, nach dem sogenannten Mai-Aufruf 1936 für 10 Jahre inhaftiert.

## Bezug des TitelsIm ersten Kreisauf Dantes Inferno
Der Titel Im ersten Kreis verweist auf Dantes Inferno und den ersten Kreis der Hölle, in dem die „weniger Schuldigen“ zwar von schwereren Strafen verschont bleiben, aber dennoch Leid erfahren. Die Scharaschka ist ein solcher Ort: besser als die Gulags, aber immer noch ein Teil der repressiven Maschinerie des Sowjetsystems. In Dantes Werk ist der erste Kreis, das sogenannte Limbus, der Ort, an dem sich die tugendhaften Heiden und ungetauften Seelen befinden, die weder Verdammnis noch Erlösung erfahren. Diese Seelen leiden nicht unter körperlichen Qualen, sondern erfahren die Qual der ewigen Trennung von Gott, weil ihnen die göttliche Gnade verwehrt ist.
Solschenizyn verwendet die Limbus-Anspielung, um die Situation in der Scharaschka metaphorisch zu beschreiben, weil sich die Wissenschaftler und Intellektuellen in Solschenizyns Scharaschka (einem sowjetischen Arbeitslager für Intellektuelle und Wissenschaftler) in einem ähnlich paradoxen Zustand befinden: Sie genießen im Vergleich zu anderen Gulag-Häftlingen Privilegien, wie bessere Lebensbedingungen, intellektuelle Arbeit und einen Hauch von Sicherheit, sind jedoch immer noch Gefangene eines unmenschlichen Systems. Im Gegensatz zu den härteren Gulag-Lagern erleben die Insassen der Scharaschka keine körperliche Folter oder extrem harte Bedingungen. Diese Privilegiertheit ist jedoch von moralischer und psychologischer Qual geprägt ist. Sie sind einerseits gefangen, aber andererseits eben dadurch nicht vollständig frei, was sie in einer Art intellektuellem und moralischem Limbus hält – ähnlich wie die Seelen im ersten Kreis der Hölle. Der Titel unterstreicht somit die paradoxe Existenz der Figuren: einerseits sind sie von den schlimmsten physischen Schrecken verschont, andererseits bleiben sie Gefangene eines unmenschlichen Systems. 
Durch die Parallele wird die Scharaschka nicht nur als physischer Ort dargestellt, sondern als symbolisches Gefängnis, das durch die Ideologie des sowjetischen Systems geschaffen wurde. Der Vergleich mit Dantes Hölle verdeutlicht die moralische Perversion des Systems, das nicht nur Körper, sondern auch Geist und Seele einsperrt. Die Figuren in der Scharaschka sind intellektuell und moralisch gefordert, ihre Position im System zu hinterfragen. Einige versuchen, sich mit der Zusammenarbeit mit dem System zu arrangieren, während andere, wie der Mathematiker Gleb Nerschin, darum ringen, ihre Integrität und ihren Widerstand zu bewahren. Diese innere Qual spiegelt die Situation der Seelen im Limbus wider, die sich ihrer Lage bewusst sind, aber keine Möglichkeit haben, sie zu ändern.

## Verfilmungen
Aleksander Ford führte bei einer ersten dänisch-schwedisch-polnischen Verfilmung Den foerste kreds im Jahr 1973 Regie. Obwohl die Verfilmung dem Buch sehr treu bleibt, hatte sie keinen Erfolg.
Larry Sheldon drehte 1991 eine Miniserie; eine amerikanisch-kanadische Ko-Produktion. Unter anderem spielten hier Victor Garber (Lew Rubin), Christopher Plummer (Abakumow), Robert Powell (Gleb Nerschin) und F. Murray Abraham (Stalin) mit. Diese Verfilmung existiert auf DVD.
Im Januar 2006 wurde von RTR TV eine zehnteilige Miniserie von Gleb Panfilow ausgestrahlt. Solschenizyn selbst half bei der Adaption seines Werkes und sprach den Erzähler. Auch dieser Film ist auf DVD erhältlich, allerdings nur auf Russisch.